# V - Praeparatus Supervivet
V - Praeparatus Supervivet (latin, med betydelsen den förberedde överlever) är det svenska power metal-bandet Insanias femte studioalbum. Det släpptes i november 2021 av det italienska skivbolaget Frontiers Records och i Japan av Avalon.
På skivan medverkar återvändande gitarristen Niklas Dahlin som sedan ett antal år återigen var fast medlem i bandet.
Musik- och textvideor spelades in till tre av låtarna på skivan: "Praeparatus Supervivet", "Solur" och "Entering Paradise".

## Låtlista
1. "Praeparatus Supervivet" – 4:57
2. "Solur" – 6:22
3. "Prometheus Rise" – 5:44
4. "Moonlight Shadows" – 5:26
5. "My Revelation" – 6:22
6. "We Will Rise Again" – 5:48
7. "Like a Rising Star" – 7:06
8. "Blood, Tears and Agony" – 5:45
9. "Entering Paradise" – 4:17
10. "Power of the Dragonborn" – 4:39
11. "The Last Hymn to Life" – 7:36

Bonusspår på japanska utgåvan
1. "Paradisia" (acoustic version) – 6:07

## Medverkande
Musiker
- Ola Halén – sång
- Peter Östros – gitarr
- Niklas Dahlin - gitarr
- Tomas Stolt – basgitarr
- Mikko Korsbäck – trummor
- Dimitri Keiski – keyboard, sång

Produktion
- Mikko Korsbäck – producent
- Ola Halén – producent, mixning
- Niklas Dahlin – producent, albumkonst, design
- Roelof Klop - mastering
- Mike Wead - trumtekniker
- Simon Johansson - trumtekniker